# Jan Koukal (Politiker)
Jan Koukal (* 29. Juli 1951 in Brünn) ist ein tschechischer Politiker und Diplomat.
Nach einem Studium der theoretischen Physik auf der Karls-Universität in Prag (1969–1974) arbeitete der promovierte Koukal bis 1993 an der Tschechoslowakischen Akademie der Wissenschaften und spezialisierte sich auf Oberflächen- und Festkörperphysik.
Jan Koukal wurde Mitglied der Demokratischen Bürgerpartei (ODS). Von 1993 bis 1998 war er Oberbürgermeister von Prag und von 1996 bis 1998 Abgeordneter im Senat des Parlaments der Tschechischen Republik. 2006 wurde er nach wenigen Monaten Training im Auswärtigen Amt tschechischer Botschafter in Österreich. 2013 schied er aus diesem Amt aus, sein Nachfolger wurde Jan Sechter.
Koukal ist verheiratet und hat drei Kinder.
| Vorgänger      | Amt                                               | Nachfolger  |
| -------------- | ------------------------------------------------- | ----------- |
| Milan Kondr    | Oberbürgermeister von Prag 1993–1998              | Jan Kasl    |
| Rudolf Jindrák | Tschechischer Botschafter in Österreich 2006–2013 | Jan Sechter |

| Personendaten    | Personendaten                        |
| ---------------- | ------------------------------------ |
| NAME             | Koukal, Jan                          |
| KURZBESCHREIBUNG | tschechischer Politiker und Diplomat |
| GEBURTSDATUM     | 29. Juli 1951                        |
| GEBURTSORT       | Brünn                                |